# Himantopus novaezelandiae
Il cavaliere nero (Himantopus novaezelandiae Gould, 1841) è un uccello della famiglia dei Recurvirostridi.

## Descrizione

### Dimensioni

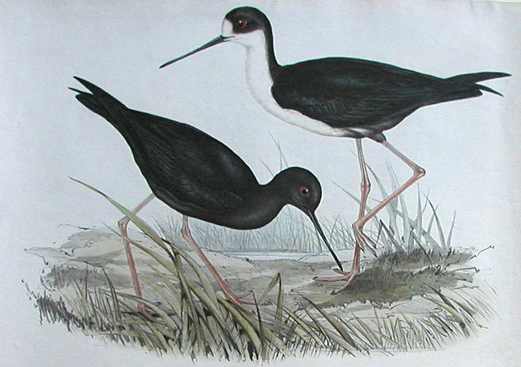
Un cavaliere nero a confronto con un cavaliere testabianca, suo stretto parente, in un disegno di John Gould.

Misura 37–40 cm di lunghezza, per circa 195-220 g di peso. Il tarso misura in media 87 mm.

### Aspetto
Questo cavaliere ha un piumaggio interamente nero, un lungo becco nero e sottile e delle lunghe zampe rosse. È possibile incontrare anche degli ibridi tra questa specie e il cavaliere testabianca (Himantopus leucocephalus) e qualche volta, se si osservano molto attentamente alcuni esemplari, anche da lontano, è possibile rilevare un po' di bianco nel piumaggio. Rispetto al suo parente australiano (ma molto comune anche in Nuova Zelanda), il cavaliere nero ha il becco più lungo e le zampe più corte. Maschio e femmina sono identici. Gli esemplari giovani e immaturi sono più facilmente distinguibili da H. leucocephalus. I giovani hanno il dorso, il ventre e il sottocoda neri, e il resto del corpo bianco, ad eccezione di una maschera nera sopra e dietro l'occhio. Gli immaturi sono quasi interamente neri, ma presentano alcune piume bianche sparse qua e là sul corpo, specialmente sul davanti. Gli ibridi hanno un collare nero o la parte anteriore del corpo nera.

### Voce
I richiami emessi da questa specie sono gli stessi prodotti dal cavaliere d'Italia (Himantopus himantopus) europeo o del cavaliere testabianca, specie separatesi solo in epoca molto recente.

## Biologia
La maggior parte delle famiglie trascorre l'inverno vicino ai siti di riproduzione, spostandosi al massimo fino ai delta lacustri più vicini. Così facendo, riescono a giungere sui loro territori di riproduzione ben prima dell'arrivo degli individui dell'altra specie. I cavalieri neri, o perlomeno gli esemplari «puri», non si mescolano volentieri ai loro congeneri bianchi e neri, che sono migratori a tutti gli effetti. Di fatto questa separazione ha consentito in passato a questa specie di mantenersi tale, anche se gli studiosi temono che pian piano l'ibridazione possa alla fine farla scomparire. Non è una specie particolarmente timida.
Il volo è identico a quello della specie europea.

### Alimentazione
Il cavaliere nero si nutre di invertebrati (specialmente acquatici) di ogni sorta, nonché di piccoli pesci.

### Riproduzione
La stagione riproduttiva del cavaliere nero va da settembre a gennaio. A differenza di H. leucocephalus, non è una specie coloniale e le coppie non nidificano vicine tra loro (il che aumenta il rischio di predazione, in quanto gli uccelli coloniali difendono con maggior efficacia uova e giovani dagli attacchi dei predatori; in particolare questa specie non possiede un comportamento anti-predatorio molto sviluppato, anzi, a volte sembra nemmeno preoccuparsi dei nemici!). La covata è costituita da 4 uova, e nel caso essa vada perduta la femmina può deporne un'altra di sostituzione. Il nido viene spesso posizionato vicino all'acqua, il che lo rende vulnerabile alle piene. I giovani sono nidifugi.

## Distribuzione e habitat

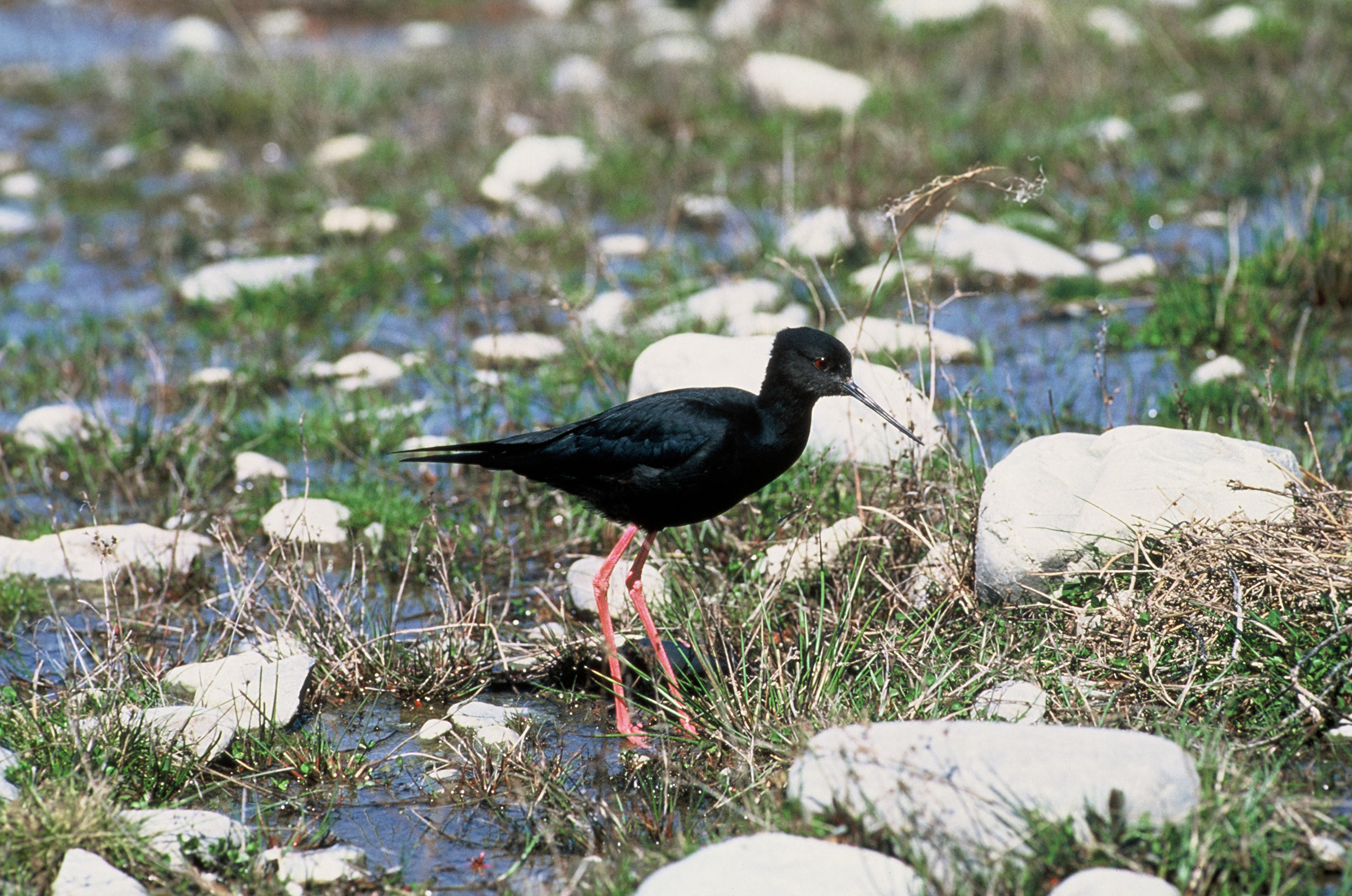
Esemplare nei pressi di Twizel.

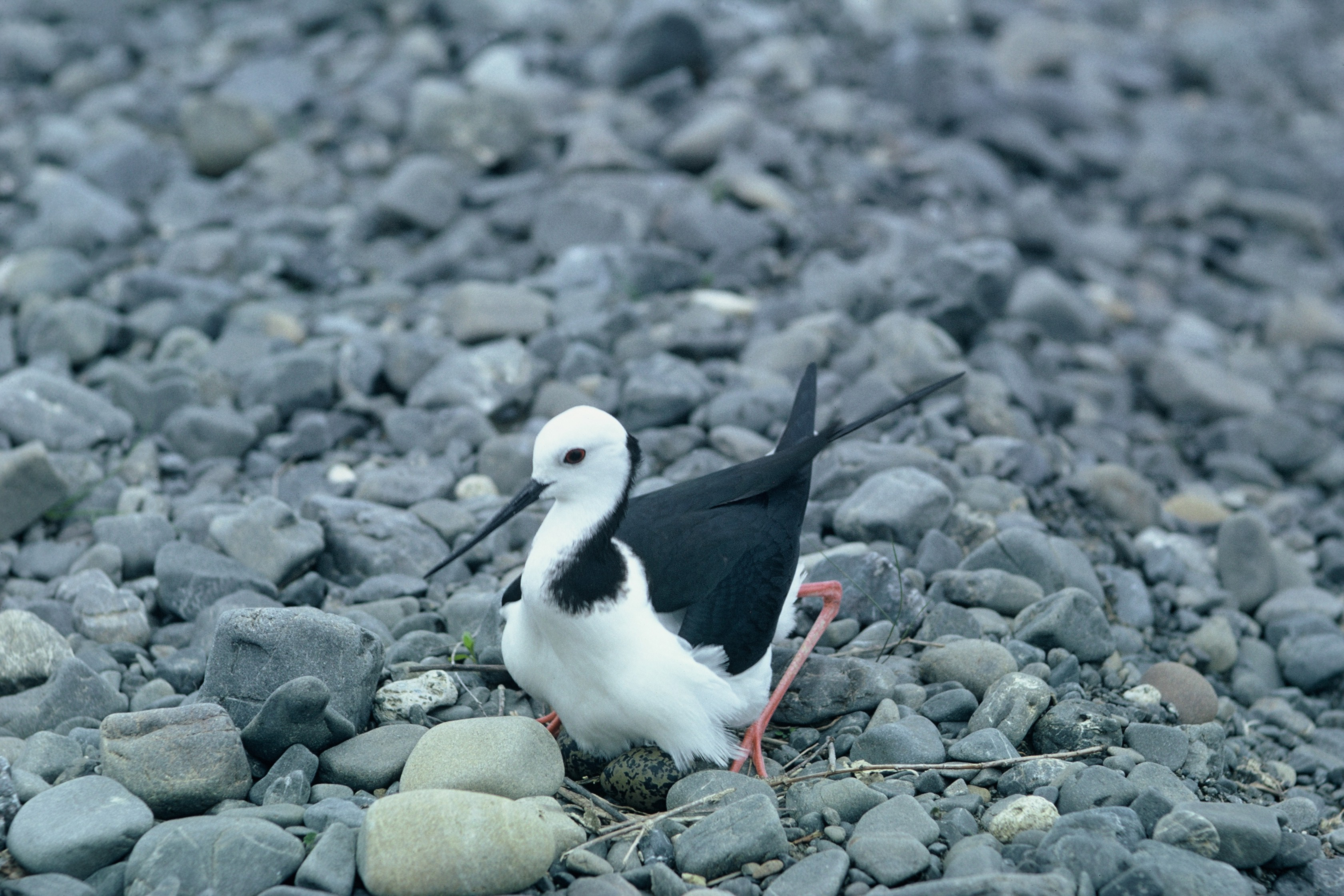
Cavaliere testabianca (Himantopus leucocephalus) nel nido.

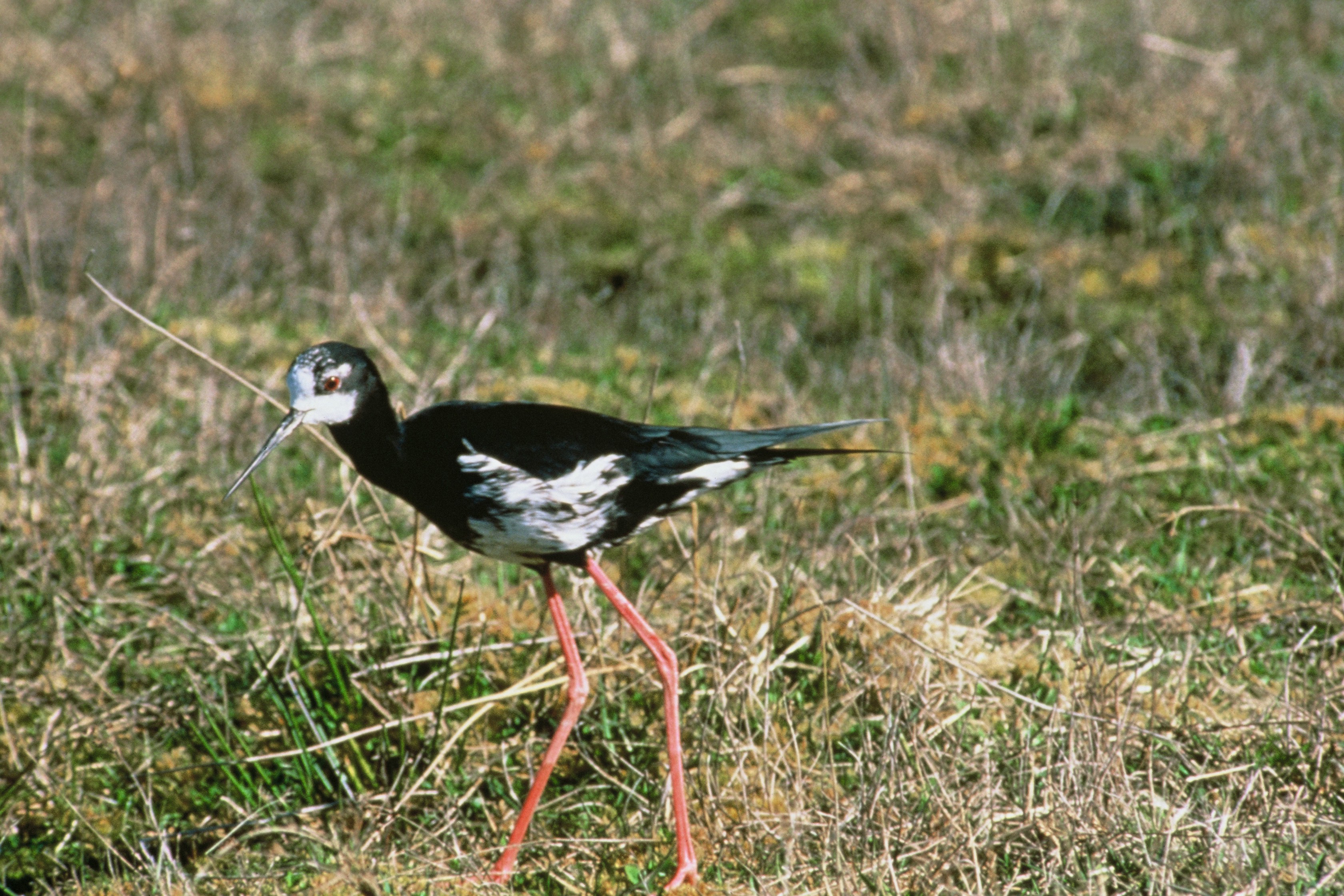
Ibrido cavaliere nero × cavaliere testabianca con un piumaggio di tipo F. (Il piumaggio degli ibridi viene indicato con una serie di lettere, che vanno da «A», per quelli più vicini ad un cavaliere testabianca, a «J», per quelli più simili ad un cavaliere nero.)

Il cavaliere nero è endemico della Nuova Zelanda, dove si riproduce sulle sponde di alcuni fiumi e laghi nel centro dell'Isola del Sud. Frequenta anche le paludi. In inverno, come abbiamo detto, si sposta poco, a differenza del cavaliere testabianca. Talvolta alcuni esemplari neri sono stati visti durante questa stagione nell'Isola del Nord, ma sembra trattarsi di ibridi tra le due specie.

## Conservazione
Nonostante 20 anni di intense misure di protezione, il cavaliere nero continua ad essere la specie di limicolo più rara, nonché uno degli uccelli più minacciati del mondo. Negli anni '40, probabilmente, la sua popolazione comprendeva 500-1000 esemplari, ma essa iniziò a diminuire rapidamente negli anni '50, e nel 1962 furono censiti appena 68 esemplari adulti. Nel 1981, quando il numero degli adulti era ormai sceso a 21 individui, i conservazionisti iniziarono a mettere in atto un programma di conservazione su vasta scala. Nel 1984 in natura vi erano 32 esemplari adulti, saliti a 52 nel 1992 (oltre ad altri 32 esemplari in cattività). L'attuale (2017) popolazione selvatica viene stimata a 77 esemplari adulti, senza contare i membri di una popolazione in cattività allevata per scopi riproduttivi. Il periodico rilascio in natura di questi uccelli cresciuti in cattività, oltre alle misure di controllo dei predatori, hanno probabilmente impedito alla specie di estinguersi. Nel gennaio 2017, 19 giovani esemplari sono stati rilasciati dal Dipartimento della Conservazione lungo il fiume Tasman.

### Predatori
La predazione da parte dei mammiferi introdotti costituisce la principale minaccia alla sopravvivenza della specie. Nel XIX secolo, mustelidi quali l'ermellino, il furetto e la donnola, così come i gatti, furono rilasciati nella contea di Mackenzie per cercare di tenere sotto controllo la diffusione dei conigli. I cavalieri neri sono molto vulnerabili a questi predatori: essi nidificano sulle sponde di fiumi e torrenti, piuttosto che sulle isole che sorgono nel centro di essi; la loro stagione di nidificazione ha inizio verso la fine dell'inverno, un'epoca dell'anno in cui il numero dei conigli è piuttosto basso; attualmente, inoltre, nidificano in coppie solitarie (anche se in passato, quando il numero di esemplari era più elevato, si radunavano in colonie), così che non possano godere della protezione di una colonia. Rispetto ai cavalieri testabianca, hanno un piumaggio maggiormente evidente, sono meno propensi a mettere in atto un comportamento di distrazione dei predatori mentre stanno covando, e i pulcini hanno bisogno di più tempo per involarsi. Attorno ai siti di nidificazione dei cavalieri neri, allo scopo di tenere sotto controllo i predatori, sono stati posizionati numerose trappole e recinti elettrificati.

### Ibridazione
Anche l'ibridazione con i cavalieri testabianca, di gran lunga più numerosi, costituisce una seria minaccia per il pool genetico del cavaliere nero. L'ibridazione è un sintomo del continuo declino della popolazione di quest'ultimo; i cavalieri neri tendono a scegliere partner con il piumaggio più scuro possibile, se disponibili, ma dal momento che i cavalieri neri sono così rari spesso sono costretti a formare coppie miste. I cavalieri neri si accoppiano con lo stesso partner per tutta la vita, quindi una coppia mista costituisce una vera e propria perdita per la popolazione riproduttiva.

### Perdita dell'habitat
I cavalieri neri necessitano di zone umide e dei letti dei fiumi a canali intrecciati per l'alimentazione, ma questi ultimi sono stati in gran parte prosciugati o il loro corso è stato modificato per l'agricoltura, l'irrigazione e il controllo delle inondazioni. Erbe invasive come il lupino fogliuto e il salice fragile sono in grado di colonizzare il letto dei fiumi, riducendo le zone adatte per la nidificazione e fornendo riparo ai predatori.
Dal momento che i cavalieri neri nidificano lungo il letto dei fiumi a canali intrecciati, essi sono minacciati dai mutamenti apportati al regime della loro portata dopo la costruzione di nuove e già esistenti dighe idroelettriche. A seguito della costruzione di una centrale lungo il corso superiore del fiume Waitaki, il letto del fiume iniziò ad abbassarsi notevolmente, permettendo alle erbe infestanti di invadere le aree di nidificazione del cavaliere nero. Queste zone fornivano riparo ai predatori, ma a partire dal 1991 fu introdotto un nuovo regime di flusso per ridurre le zone ricoperte da vegetazione invasiva. L'abbassamento artificiale del livello del lago Benmore, che ha causato l'esposizione dell'alveo dei fiumi che lo alimentano, ha creato aree di foraggiamento temporanee per i cavalieri neri.